# Les Deux Sœurs (film, 1909)
Pour les articles homonymes, voir Les Deux Sœurs.
Les Deux Sœurs est un film muet français réalisé par Louis Feuillade, sorti en 1909.

## Fiche technique
- Réalisation et scénario : Louis Feuillade
- Société de production : Société des Établissements L. Gaumont
- Pats d'origine :  France
- Format : Noir et blanc — 35 mm — 1,33:1 — Muet
- Durée : inconnue
- Dates de sortie : 
  -  France : 1909

## Distribution
- Renée Carl
- Maurice Vinot